# British Academy Television Awards de 2023
O British Academy Television Awards de 2023 (ou BAFTA TV Awards 2023) foi realizado em 14 de maio de 2023 no Royal Festival Hall em Londres, em reconhecimento aos melhores programas e profissionais da televisão britânica. As indicações foram anunciadas em 22 de março de 2023, juntamente com as indicações para o BAFTA TV Craft Awards de 2023.
A telessérie de drama da BBC One, The Responder, liderou as indicações (quatro) ao prêmio, seguido por Sherwood, Derry Girls, Am I Being Unreasonable? e The Traitors, todos com três

## Vencedores e indicados
As indicações foram anunciadas em 22 de março de 2023.
Fonte:
| Melhor Série Dramática | Melhor Comédia Roteirizada |
| --- | --- |

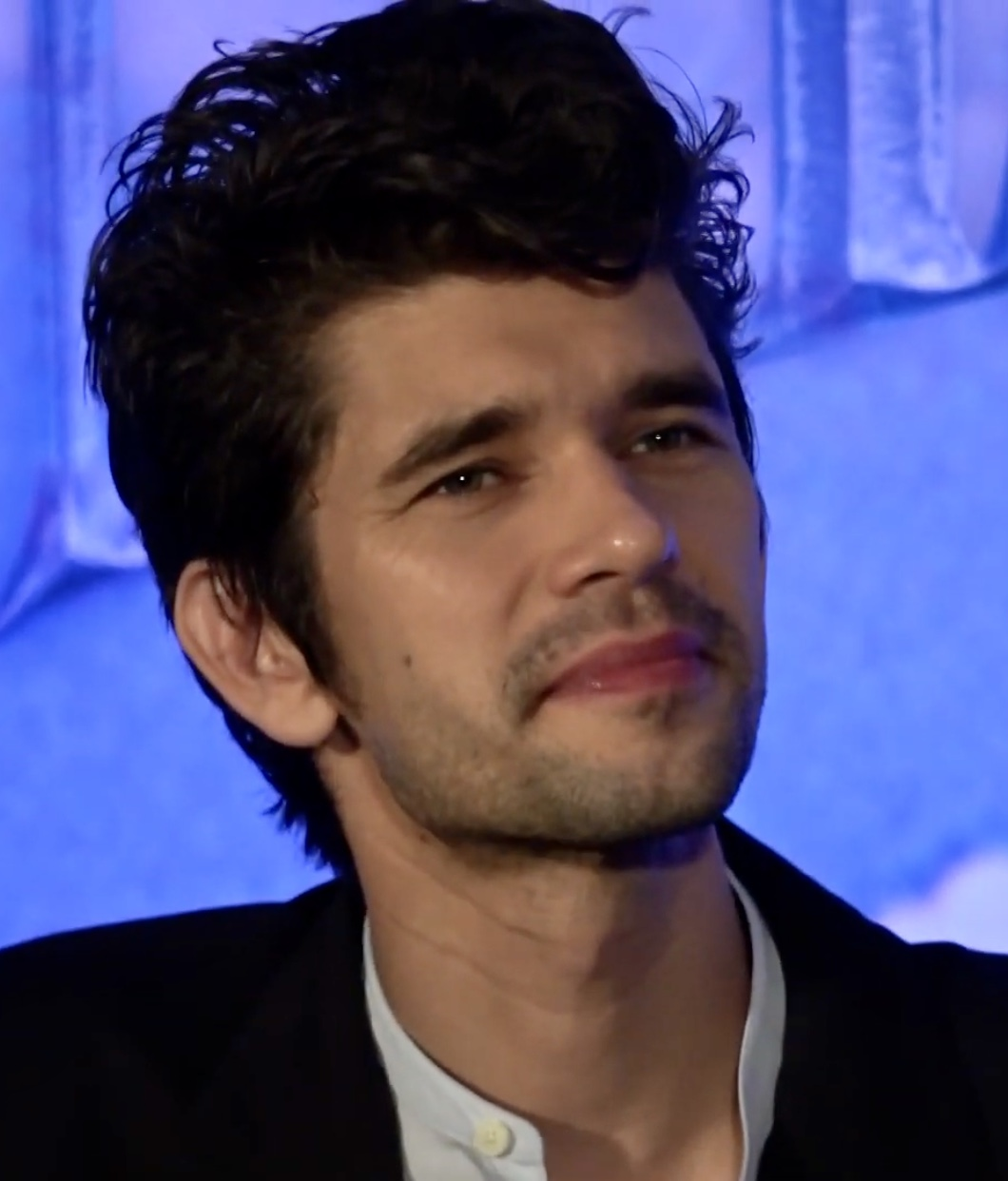
Ben Whishaw, venceu como melhor ator

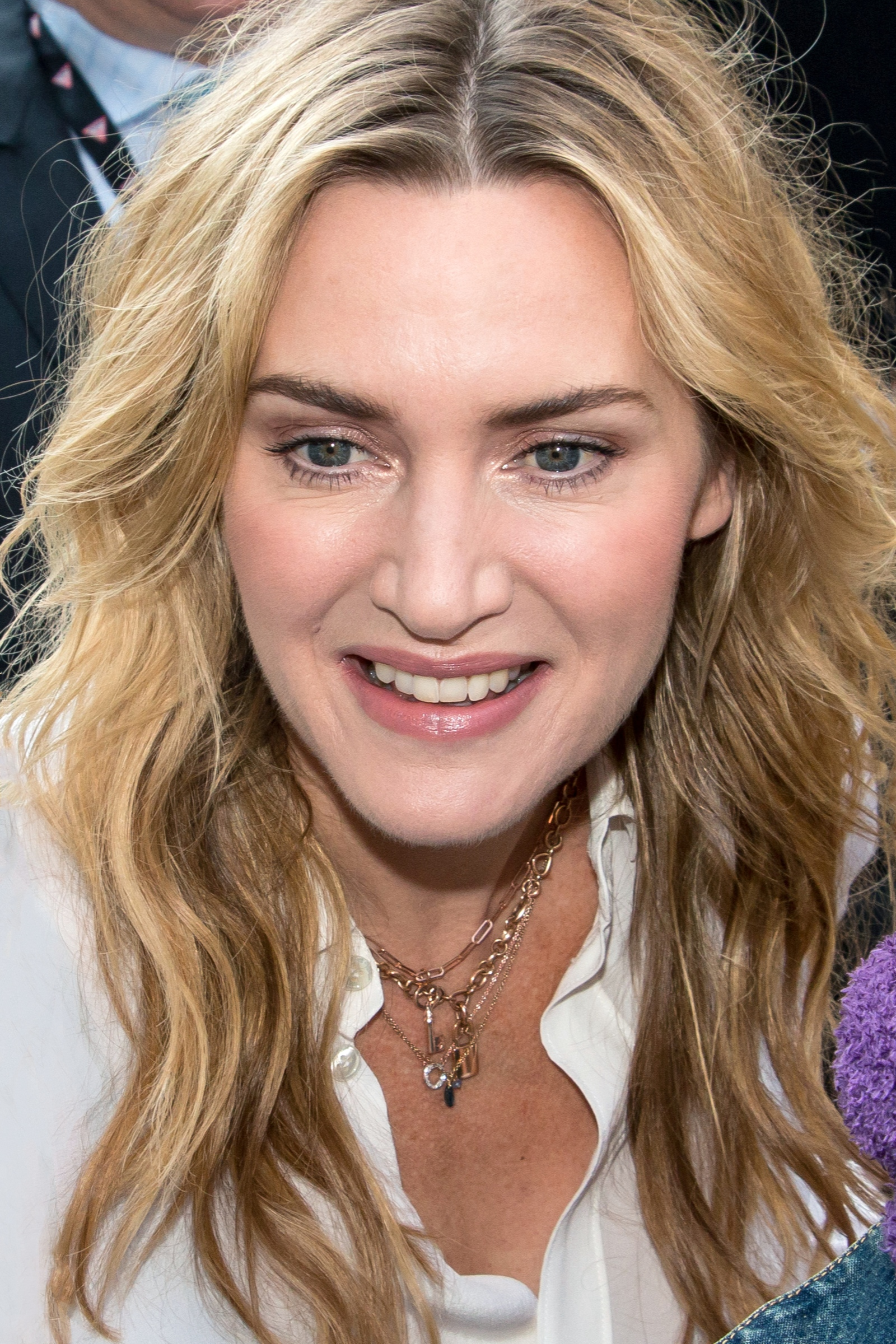
Kate Winslet, venceu como melhor atriz

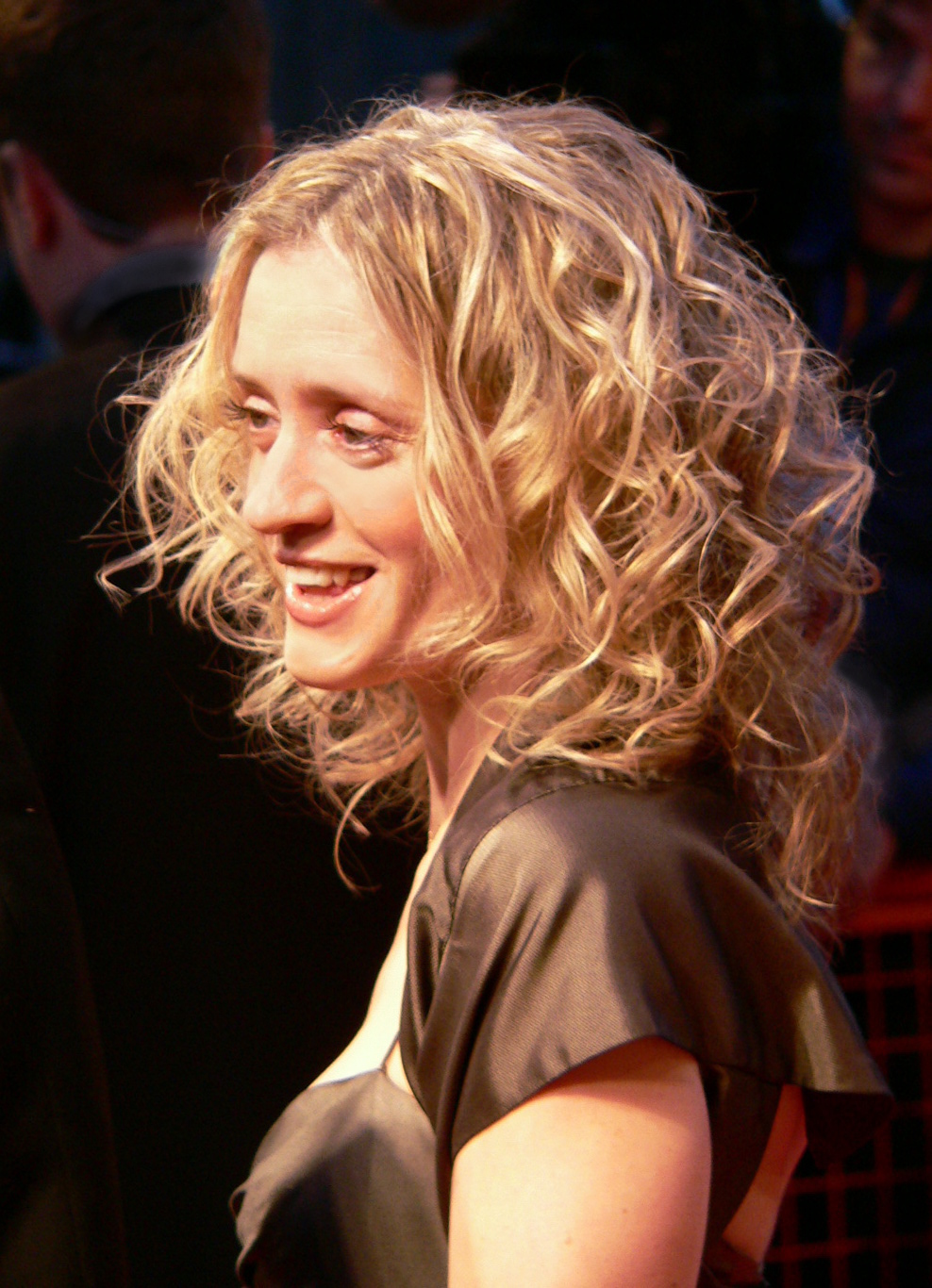
Anne-Marie Duff, venceu como melhor atriz coadjuvante

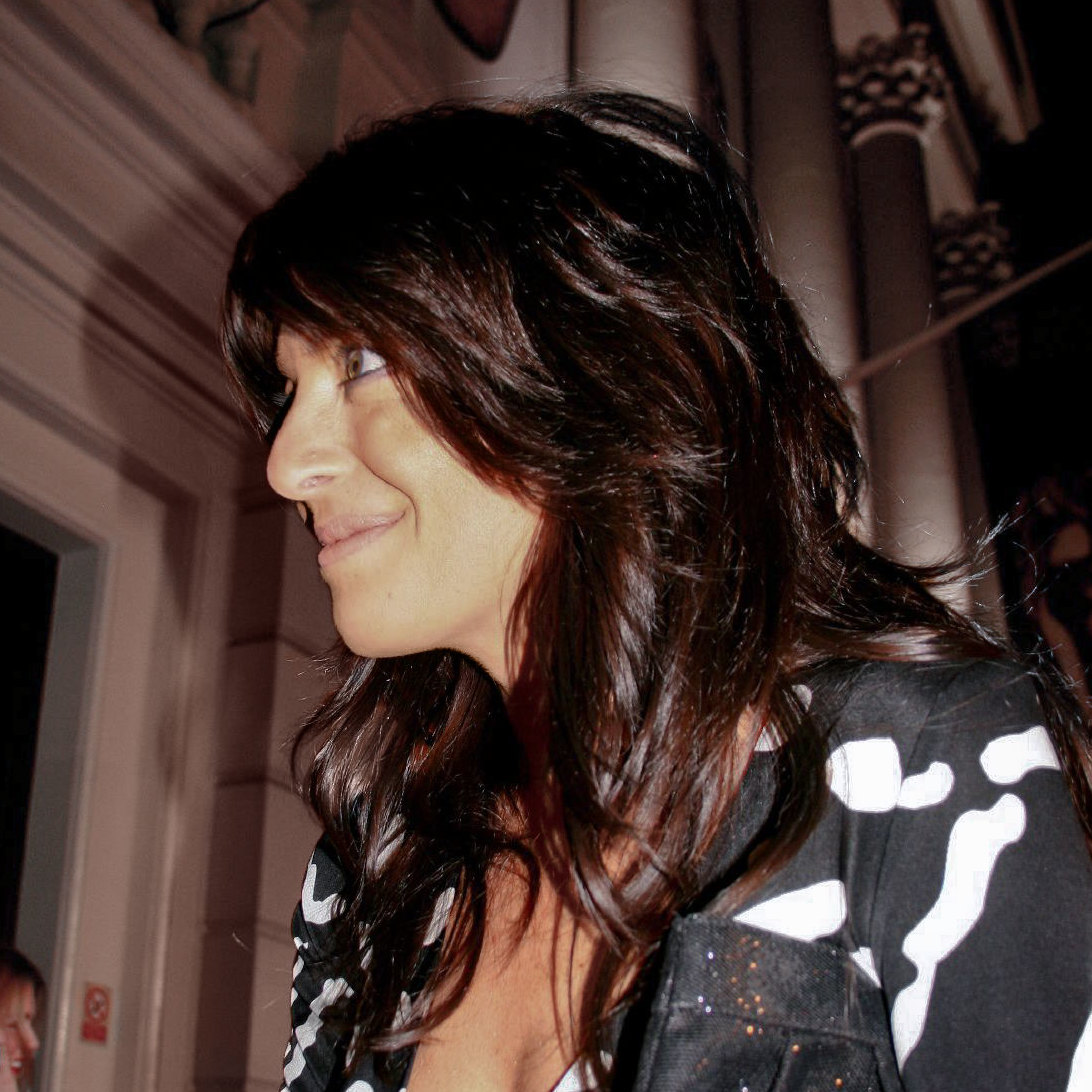
Claudia Winkleman, venceu como melhor performance de entretenimento

| - Bad Sisters (Apple TV+) - The Responder (BBC One) - Sherwood (BBC One) - Somewhere Boy (Channel 4) | - Derry Girls (Channel 4) - Am I Being Unreasonable? (BBC One) - Big Boys (Channel 4) - Ghosts (BBC One) |
| Melhor Drama Único | Melhor Minissérie |
| - I Am... Ruth (Channel 4) - The House (Netflix) - Life and Death in the Warehouse (BBC Three) | - Mood (BBC Three) - A Spy Among Friends (ITVX) - The Thief, His Wife and the Canoe (ITV) - This Is Going to Hurt (BBC One) |
| Melhor Novela ou Drama Contínuo | Melhor Programa de Comédia |
| - Casualty (BBC One) - EastEnders (BBC One) - Emmerdale (ITV) | - Friday Night Live (Channel 4) - The Graham Norton Show (BBC One) - Taskmaster (Channel 4) - Would I Lie to You? (BBC One) |
| Melhor Ator | Melhor Atriz |
| - Ben Whishaw como Adam Kay – This Is Going to Hurt (BBC One) - Taron Egerton como Jimmy Keene Jr. – Black Bird (Apple TV+) - Martin Freeman como Chris Carson – The Responder (BBC One) - Cillian Murphy como Tommy Shelby – Peaky Blinders (BBC One) - Gary Oldman como Jackson Lamb – Slow Horses (Apple TV+) - Chaske Spencer como Sgt. Eli Whipp / Wounded Wolf – The English (BBC Two) | - Kate Winslet como Ruth – I Am... Ruth (Channel 4) - Sarah Lancashire como Julia Child – Julia (HBO Max / Sky Atlantic) - Vicky McClure como Stella Tomlinson – Without Sin (ITVX) - Maxine Peake como Anne Williams – Anne (ITV) - Billie Piper como Suzie Pickles – I Hate Suzie Too (Sky Atlantic) - Imelda Staunton como Elizabeth II – The Crown (Netflix)                         |
| Melhor Ator Coadjuvante | Melhor Atriz Coadjuvante |
| - Adeel Akhtar como Andy Fisher – Sherwood (BBC One) - Samuel Bottomley como Aaron – Somewhere Boy (Channel 4) - Salim Daw como Mohamed Al-Fayed – The Crown (Netflix) - Josh Finan como Marco – The Responder (BBC One) - Jack Lowden como River Cartwright – Slow Horses (Apple TV+) - Will Sharpe como Ethan Spiller – The White Lotus (Sky Atlantic) | - Anne-Marie Duff como Grace Williams – Bad Sisters (Apple TV+) - Adelayo Adedayo como Rachel Hargreaves – The Responder (BBC One) - Saffron Hocking como Lauryn Lawrence – Top Boy (Netflix) - Jasmine Jobson como Jaq Lawrence – Top Boy (Netflix) - Lesley Manville como Julie Jackson – Sherwood (BBC One) - Fiona Shaw como Maarva Andor – Andor (Disney+)                          |
| Melhor Ator de Comédia | Melhor Atriz de Comédia |
| - Lenny Rush como Ollie – Am I Being Unreasonable? (BBC One) - Matt Berry como Laszlo Cravensworth – What We Do in the Shadows (Disney+) - Joe Gilgun como Vinnie O'Neill – Brassic (Sky Max) - Stephen Merchant como Greg Dillard – The Outlaws (BBC One) - Jon Pointing como Danny – Big Boys (Channel 4) - Daniel Radcliffe como "Weird Al" Yankovic – Weird: The Al Yankovic Story (The Roku Channel) | - Siobhán McSweeney como Irmã George Michael – Derry Girls (Channel 4) - Taj Atwal como Rana – Hullraisers (Channel 4) - Lucy Beaumont como Lucy – Meet the Richardsons (Dave) - Daisy May Cooper como Nic – Am I Being Unreasonable? (BBC One) - Natasia Demetriou como vários personagens – Ellie and Natasia (BBC Three) - Diane Morgan como Philomena Cunk – Cunk on Earth (BBC Two) |
| Melhor Performance em Entretenimento | Melhor Programa de Entretenimento |
| - Claudia Winkleman – The Traitors (BBC One) - Mo Gilligan – The Lateish Show with Mo Gilligan (Channel 4) - Rosie Jones – Rosie Jones' Trip Hazard (Channel 4) - Lee Mack – The 1% Club (ITV) - Sue Perkins – Sue Perkins: Perfectly Legal (Netflix) - Big Zuu – Big Zuu's Big Eats (Dave) | - The Masked Singer (ITV) - Ant & Dec's Saturday Night Takeaway (ITV) - Later... with Jools Holland: Jools' 30th Birthday Bash (BBC Two) - Strictly Come Dancing (BBC One) |
| Melhor Série Factual | Melhor Especialista em Fatos |
| - Libby, Are You Home Yet? (Sky Crime) - Jeremy Kyle Show: Death on Daytime (Channel 4) - Vatican Girl: The Disappearance of Emanuela Orlandi (Netflix) - Worlds Collide: The Manchester Bombing (ITV) | - Russia 1985–1999: TraumaZone (BBC iPlayer) - AIDS: The Unheard Tapes (BBC Two) - The Green Planet (BBC One) - How to Survive a Dictator with Munya Chawawa (Channel 4) |
| Melhor Documentário | Melhor Participação |
| - The Real Mo Farah (BBC One) - Chernobyl: The Lost Tapes (Sky Documentaries) - Escape from Kabul Airport (BBC Two) - Frontline: "Our Falklands War" (BBC Two) | - Joe Lycett vs Beckham: Got Your Back at Xmas (Channel 4) - Big Zuu's Big Eats (Dave) - The Martin Lewis Money Show (ITV) - The Misadventures of Romesh Ranganathan (BBC Two) |
| Melhor Reality Show da TV | Melhor Evento Ao Vivo |
| - The Traitors (BBC One) - Freddie Flintoff's Field of Dreams (BBC One) - RuPaul's Drag Race UK (BBC Three) - We Are Black and British (BBC Two) | - Jubileu de Platina Festa no Palacio (BBC One) - Concerto para a Ucrânia (ITV) - O Funeral de Estado de Sua Majestade a Rainha Elizabeth II (BBC One) |
| Melhor Cobertura Jornalística | Assuntos Atuais |
| - Channel 4 News: "ao vivo de Kiev" (Channel 4) - BBC News at Ten: "A Rússia invade a Ucrânia" (BBC One) - Good Morning Britain: "Entrevista com Boris Johnson" (ITV) | - Filhos do Talibã (Channel 4) - Exposure: "Afeganistão: nenhum país para mulheres" (ITV) - Exposure: "A travessia" (ITV) - Panorama: "Mariupol: a história do povo" (BBC One) |
| Melhor Programa Diurno | Melhor Programa de Curta-Metragem |
| - The Repair Shop: A Royal Visit (BBC One) - The Chase (ITV) - Scam Interceptors (BBC One) | - How to Be a Person (E4) - Always, Asifa (Together TV) - Biscuitland (All 4) - Kingpin Cribs (Channel 4) |
| Melhor Programa Internacional | Melhor Cobertura Esportiva |
| - Monster: The Jeffrey Dahmer Story (Netflix) - The Bear (Disney+) - Wednesday (Netflix) - Oussekine (Disney+) - Pachinko (Apple TV+) - The White Lotus (Sky Atlantic) | - UEFA Euro Feminina 2022 (BBC One) - Jogos da Commonwealth de 2022 (BBC One) - Torneio de Wimbledon de 2022 (BBC One) |
| Momento Imperdível | |
| - Platinum Jubilee: Party at the Palace – Urso Paddington encontra A Rainha (BBC One) - Derry Girls – O Finale, o povo da Irlanda do Norte vota esmagadoramente pela paz (Channel 4) - Heartstopper – O primeiro beijo de Nick e Charlie (Netflix) - Stranger Things – Lucas, Dustin e Steve resgatam Max de Vecna ao som da sua música favorita - "Running Up That Hill" de Kate Bush (Netflix) - The Real Mo Farah – Sir Mo Farah revelando que foi traficado ilegalmente para o Reino Unido (BBC One) - The Traitors – A Mesa Redonda Final (BBC One) | |